# Australian Open 1970
Wielkoszlemowy turniej tenisowy Australian Open w 1970 roku rozegrano w Melbourne w dniach 19 - 27 stycznia.

## Zwycięzcy

### Gra pojedyncza mężczyzn
- Arthur Ashe (USA) - Dick Crealy (AUS) 6:4, 9:7, 6:2

### Gra pojedyncza kobiet
- Margaret Smith Court (AUS) - Kerry Melville-Reid (AUS) 6:1, 6:3

### Gra podwójna mężczyzn
- Bob Lutz (USA)/Stan Smith (USA) - John Alexander (AUS)/Phil Dent (AUS) 8:6, 6:3, 6:4

### Gra podwójna kobiet
- Karen Krantzcke (AUS)/Kerry Melville-Reid (AUS) - Judy Tegart Dalton (AUS)/Lesley Turner Bowrey (AUS) 6:4, 3:6, 6:2

### Gra mieszana
Nie rozegrano turnieju par mieszanych